# Made in the A.M.
Made In The A.M. är det femte studioalbumet av den brittisk-irländska pojkbandet One Direction. Albumet släpptes den 13 november 2015 genom Syco Music och Columbia Records. Det markerar bandets första studioalbum sedan medlemmen Zayn Malik lämnade gruppen i mars 2015.

## Bakgrund
Efter Zayn Maliks avhopp från One Direction började de kvarvarande medlemmarna, Harry Styles, Liam Payne, Louis Tomlinson och Niall Horan, arbeta på sitt femte studioalbum. Made In The A.M. var ett viktigt projekt för bandet, inte bara på grund av det förändrade medlemskapet utan också eftersom det var deras sista album innan de gick på obestämd paus i mars 2016.

## Utgivning och framgångar
Albumet släpptes den 13 november 2015 och mottogs positivt av både kritiker och fans. Det debuterade som nummer ett på albumlistorna i flera länder, inklusive Storbritannien och USA. Framgången för Made In The A.M. bekräftade One Directions fortsatta popularitet och styrka som ett av de mest framstående pojkbanden i världen.

## Låtlista
1. "Hey Angel"
2. "Drag Me Down"
3. "Perfect"
4. "Infinity"
5. "End of the Day"
6. "If I Could Fly"
7. "Long Way Down"
8. "Never Enough"
9. "Olivia"
10. "What a Feeling"
11. "Love You Goodbye"
12. "I Want to Write You a Song"
13. "History"
14. "Temporary Fix"
15. "Walking in the Wind"
16. "Wolves"
17. "A.M."

## Singlar
Två singlar släpptes från albumet: "Drag Me Down" och "Perfect". "Drag Me Down" debuterade som nummer ett på Billboard Hot 100 i USA och blev bandets första singel utan Zayn Malik.

## Turné
För att markera släppet av Made In The A.M. genomförde One Direction en omfattande världsturné, "On the Road Again Tour," som pågick från februari till oktober 2015.

## Mottagande
Made In The A.M. hyllades för dess mognare sound och varierade musikstilar. Kritiker berömde också bandets harmonier och melodiska kompositioner. Albumet blev en framgång både kommersiellt och kritikermässigt och är ett viktigt kapitel i One Directions karriär.
Made In The A.M. är en dokumentation av bandets övergång från pojkband till vuxenkonstnärer och står som en betydande del av One Directions musikaliska arv.